# Cocina manchú
La cocina manchú o cocina manchuriana es la cocina de Manchuria ( noreste de China ) y la Manchuria rusa . Utiliza los alimentos básicos tradicionales manchúes: mijo, soja, guisantes, maíz y retama . Depende en gran medida de los alimentos en conserva (a menudo encurtidos ) debido a los duros inviernos y los veranos abrasadores del noreste de China. La cocina manchú también es conocida por las parrilladas, las carnes salvajes, los sabores fuertes y el amplio uso de la salsa de soja . La cocina manchú se basa más en el trigo que la cocina china Han .
Los antepasados de los manchúes fueron los pueblos Jurchen y Mohe . A los Mohe les gustaba comer carne de cerdo, practicaban la cría de cerdos de forma extensiva y eran principalmente sedentarios, y también usaban pieles de cerdo y de perro como abrigos. Eran predominantemente agricultores que cultivaban soja, trigo, mijo y arroz, además de dedicarse a la caza. 
A diferencia de sus antepasados Mohe, los Jurchen desarrollaron respeto por los perros en la época de la dinastía Ming y transmitieron esta tradición a sus descendientes manchúes. En la cultura Jurchen, estaba prohibido utilizar piel de perro y dañar, matar o comer perros. Los Jurchen también creían que el uso de piel de perro por parte de los coreanos era un "mal supremo".  El consumo de carne de perro por parte de los coreanos los diferenciaba de los manchúes. 

La Fiesta Imperial Manchú Han (满汉全席;滿漢全席;  ) incluye muchos platos notables de la cocina manchú. Este banquete combinó la mejor cocina de los manchúes, los chinos han, los mongoles, los hui y los tibetanos . Incluía 108 platos (de los cuales 54 son platos del norte y 54 son platos del sur) que se comerían durante tres días. Los banquetes del palacio manchú se subdividieron en seis grados. Los grados primero, segundo y tercero se prepararon para los ancestros imperiales fallecidos. La comida de cuarto grado se servía a la familia imperial durante el Año Nuevo Lunar y otros festivales. Los grados quinto y sexto fueron atendidos en todas las demás ocasiones. 

## Platos destacados de la cocina manchú
Los platos típicos manchúes incluyen verduras encurtidas. La olla caliente de Manchuria (满洲火锅;滿洲火鍋;  ) es un plato tradicional elaborado con col china encurtida, cerdo y cordero.
Bairou xuechang (白肉血肠;白肉血腸;  ) es una sopa con carne de cerdo y morcilla y col china encurtida.
Suziyie doubao (苏子叶豆包;蘇子葉豆包;  ) es un bollo al vapor, relleno con puré de frijoles endulzados y envuelto con hojas de perilla por fuera. 
La sachima es un buñuelo confitado similar al tártaro Çäkçäk, que es un dulce muy popular.
Otros platos comunes son:
- suancai cuan bairou (酸菜白肉;  ; verduras ácidas con carne hervida),
- suan tangzi (酸汤子;酸湯子;  ; una sopa agria con harina de maíz fermentada),
- di san xian (berenjena salteada, patata y pimiento verde),
- Salchicha manchú, ludagun (un panecillo al vapor hecho con harina de frijol) y
- niushe bing (牛舌饼;牛舌餅;  ; un tipo de pastel).

### Platos manchurianos/manchow en la India
El popular estilo de cocina chino indio conocido como manchuriano, en el que primero se fríe un ingrediente y luego se saltea en una salsa picante, se inventó en la India y tiene poca o ninguna relación con la cocina manchú real.  La sopa manchow también es una creación india.